# Štvrtok
Štvrtok (Hongaars: Vágcsütörtök, Duits: Donnerstag) is een Slowaakse gemeente in de regio Trenčín, en maakt deel uit van het district Trenčín.
Štvrtok telt 372 inwoners.